# 广东省历史文化名村
广东省已公布多批广东省历史文化名村
- 第一批：2008年9月26日[1]，共5个
- 第二批：2009年12月3日，15个村[2]
- 第三批：2012年6月21日，31个村[3]

## 分市名单

### 汕头市

#### 澄海区
- 隆都镇前美村（1，升格为第四批中国历史文化名村）
- 莲下镇程洋岗村（2，升格为第七批中国历史文化名村）

### 清远市

#### 连南县
- 三排镇南岗古排（1，升格为第四批中国历史文化名村）

#### 佛冈县
- 龙山镇上岳古围村（2，升格为第五批中国历史文化名村）

#### 清新区
- 龙颈镇凤塱村（3）

### 江门市

#### 恩平市
- 圣堂镇歇马村（1，升格为第四批中国历史文化名村）

#### 蓬江区
- 棠下镇良溪村（2，升格为第六批中国历史文化名村）

#### 台山市
- 斗山镇浮石村（2，升格为第六批中国历史文化名村）

### 东莞市
- 寮步镇西溪村（1）
- 中堂镇潢涌村（3）
- 茶山镇超朗村（3）
- 麻涌镇新基村（3）
- 凤岗镇黄洞村（3）
- 企石镇江边村（3）
- 万江区下坝村（3）

### 云浮市

#### 郁南县
- 大湾镇五星村（1，已升格为第七批中国历史文化名村）

#### 云城区
- 腰古镇水东村（3，已升格为第七批中国历史文化名村）

### 广州市

#### 天河区
- 珠吉街珠村（2）

#### 黄埔区
- 九佛街道莲塘村（3）

#### 花都区
- 炭步镇塱头村（3，升格为第六批中国历史文化名村）
- 花东镇高溪村（3）

#### 番禺区
- 化龙镇潭山村（3）

### 珠海市

#### 香洲区
- 南屏镇北山村（2）

### 佛山市

#### 南海区
- 西樵镇上金瓯松塘村（2，升格为第五批中国历史文化名村）
- 西樵镇简村社区（3）
- 西樵镇百西社区（3）
- 丹灶镇仙岗社区（3）
- 丹灶镇南沙社区（3）
- 九江镇烟桥村（3）
- 大沥镇璜溪村（3）

### 韶关市

#### 仁化县
- 石塘镇石塘村（2，升格为第五批中国历史文化名村）

#### 南雄市
- 乌迳镇新田村（2）

#### 翁源县
- 江尾镇湖心坝村（3）

#### 乐昌市
- 长来镇户昌山村（3）

#### 曲江区
- 曹角湾村（3）

### 梅州市

#### 梅县区
- 水车镇茶山村（2，已升格为第五批中国历史文化名村）
- 南口镇侨乡村（3）

#### 兴宁市
- 石马镇刁田村（2）

#### 大埔县
- 西河镇车龙村（3）

#### 蕉岭县
- 三圳镇芳心村（3）
- 南磜镇石寨村（3，已升格为第六批中国历史文化名村）

### 湛江市

#### 雷州市
- 龙门镇潮溪村（2）
- 南兴镇东林村（3）

### 肇庆市

#### 怀集县
- 大岗镇扶溪村（2）

#### 广宁县
- 北市镇大屋村（2）

#### 德庆县
- 官圩镇金林村（2）

#### 高要区
- 回龙镇槎塘村（3）

### 惠州市

#### 龙门县
- 永汉镇鹤湖村（3）
- 龙华镇功武村（3）

### 潮州市

#### =潮安区
- 古巷镇古巷一村（3）

### 揭阳市

#### 榕城区
- 仙桥街道西岐社区（3）
- 仙桥街道槎桥村（3）
- 渔湖镇长美社区（3）

#### 揭西县
- 东园镇月湄村（3）
- 大溪镇井美村（3）